# Adolf Koxeder
Adolf Koxeder   (Innsbruck, 9 d'octubre de 1934) és un pilot de bob austríac, ja retirat, que va competir durant la dècada de 1960.
El 1964 va prendre part en els Jocs Olímpics d'Hivern d'Innsbruck, on guanyà la medalla de plata en la prova del bobs a quatre del programa de bob. Formà equip amb Erwin Thaler, Josef Nairz i Reinhold Durnthaler. En el seu palmarès també destaca una medalla de bronze al Campionat del món de bob.